# Ghiacciaio Matheson
Il ghiacciaio Matheson (in inglese Matheson Glacier) è un ghiacciaio lungo circa 20 km situato sulla costa di Black, nella parte orientale della Terra di Palmer, in Antartide. Il ghiacciaio, il cui punto più alto si trova a circa 384 m s.l.m., è situato in particolare circa 3,6 km a sud del ghiacciaio Ashton a cui scorre parallelamente fluendo verso est fino ad entrare nel lato occidentale dell'insenatura di Lehrke, andando così ad alimentare la piattaforma glaciale Larsen D.

## Storia
Il ghiacciaio Matheson fu scoperto da alcuni membri del Programma Antartico degli Stati Uniti d'America di stanza alla base Est nel 1939-41 durante una ricognizione aerea del dicembre 1940. Nel 1947 il ghiacciaio fu mappato da una squadra formata da membri della spediziona antartica condotta tra il 1947 e il 1948 al comando di Finn Rønne e da membri del British Antarctic Survey, che all'epoca si chiamava ancora Falkland Islands and Dependencies Survey (FIDS). Proprio il FIDS lo ribattezzò così in onore di J. Matheson, un membro della spedizione del FIDS di stanza a Porto Lockroy nel 1944-45 e alla baia Speranza nel 1944-46.